# Geranium core-core
Geranium core-core är en näveväxtart som beskrevs av Ernst Gottlieb von Steudel. Geranium core-core ingår i släktet nävor, och familjen näveväxter. Inga underarter finns listade i Catalogue of Life.